# Bindo Maserati
Bindo Maserati (Voghera, 26 gennaio 1883 – Bologna, 29 settembre 1980) è stato un ingegnere e imprenditore italiano specializzato nel settore automobilistico. È conosciuto per essere stato manager della Maserati ed essere stato uno degli omonimi fratelli.

## Biografia
Nato a Voghera, fu meccanico all'Isotta Fraschini (1910-1932) dove raggiunge suo fratello Ettore Maserati. Solo occasionalmente fu pilota, come sull'Isotta 8A SS con Aymo Maggi nella Mille Miglia del 1927.
Mentre gli altri fratelli fondarono nel 1914 la Maserati, prima come fabbrica di candele di accensione e successivamente come produttrice di vetture (1926), Bindo non si unì alla casa automobilistica prima del 1932, quando prese il posto di manager in sostituzione del fratello Alfieri, che era deceduto.
Dopo la cessione nel 1937 della Maserati ad Adolfo Orsi, Bindo continuò a lavorare nel management della Casa del Tridente (1937-1947), per poi fondare a Bologna, insieme ai fratelli, la OSCA. 
Morì a Bologna nel 1980.